# Интервенция (фильм)
«Интервенция» (первоначальное название — «Величие и падение дома Ксидиас») — советский художественный фильм режиссёра Геннадия Полоки, представление-буфф по мотивам одноимённой пьесы Льва Славина. «Интервенция» была снята в 1968 году, но по цензурным причинам не выпущена в прокат. Фильм вышел на экраны только в 1987 году.

## Сюжет
Действие происходит весной 1919 года; в Одессу, находящуюся под властью белых, прибывают войска Антанты, с которыми противники большевиков связывают большие надежды.
Главный герой — Евгений Бродский (Владимир Высоцкий) — работает у банкирши Ксидиас репетитором её 19-летнего сына Жени. Одновременно Бродский — руководитель группы большевиков-подпольщиков, ведущих пропаганду среди иностранных солдат. За его голову назначена награда в 10 000 рублей золотом. В марте 1919 года из-за доноса банкирши, а потом и её сына, а также вследствие безответственности одной из участниц подполья (Саньки) его и других подпольщиков арестовывают и казнят.

## В ролях
- Владимир Высоцкий — товарищ Бродский, он же Мишель Воронов (агитатор)
- Юлия Бурыгина — Жанна Барбье, коммунистка, деятель III Интернационала
- Гелена Ивлиева — Санька-цветочница, она же Фёкла-большевичка
- Ольга Аросева — мадам Ксидиас, богатая вдова
- Валерий Золотухин — Евгений, студент Одесского университета, сын мадам Ксидиас
- Юрий Рычков — Петя, любовник мадам Ксидиас
- Ефим Копелян — Филипп, криминальный авторитет
- Руфина Нифонтова — мадам Токарчук, налётчица
- Владимир Татосов — Имерцаки, карточный шулер
- Юрий Катин-Ярцев — месье Золотницкий, заслуженный «медвежатник» (специалист по взлому сейфов)
- Юрий Толубеев — Соломон Шустер, честный аптекарь
- Марлен Хуциев — генерал Д’Ансельм, главнокомандующий союзными войсками
- Павел Панков — его личный переводчик
- Станислав Соколов — лейтенант Бенуа
- Николай Дупак — капрал Барбару
- Валентин Буров — Родион, он же матрос Бондаренко, большевик
- Павел Первушин — Степан, георгиевский кавалер, монархист
- Юрий Погребничко — Ветеран, французский солдат
- Валентин Гафт — Длинный, французский солдат
- Георгий Штиль — Марсиаль, французский солдат
- Андре Сеголо — Али, сенегалец, солдат французских колониальных войск
- Юрий Родионов — Селестен, французский солдат
- Сергей Юрский — конферансье, маски (аристократ, спекулянт, дама полусвета и белогвардеец)

## Съёмочная группа
- Режиссёр-постановщик: Геннадий Полока
- Операторы: Владимир Бурыкин, Евгений Мезенцев
- Художник: Михаил Щеглов
- Композитор: Сергей Слонимский
- Текст песен: Владимир Высоцкий

## Песни в фильме
Почти все песни для фильма написаны Владимиром Высоцким:
- Песня Саньки («У моря, у порта…») — в фильм не вошла;
- «Гром прогремел» — Высоцкому принадлежат только строфы 2 и 4. На одном из машинописных вариантов песни возле строф 1 и 3 пометки: «народное»[1]; на самом деле 1-я и 3-я строфы песни «Гром прогремел», а также текст песни «Налётчики» («В Валиховском переулке») входили в оригинальный текст пьесы Славина. «Гром прогремел» в фильме, как и в пьесе, исполняет Филипп, а «Налётчиков» — супружеский дуэт Галины Рыбак и Бориса Сичкина;
- «До нашей эры соблюдалось чувство меры…» — в фильм не вошла;
- Песня «Деревянные костюмы» («Как все мы веселы бываем и угрюмы…») написана Высоцким на музыку С. Слонимского, исполнена самим автором в роли Бродского-Воронова.

## История создания, цензура
После громкого успеха «Республики ШКИД» режиссёру Геннадию Полоке в январе 1967 года было поручено снять фильм по пьесе Льва Славина «Интервенция», к тому времени уже ставшей классикой советской драматургии. Как рассказывал сам режиссёр, «ожесточённый штампами, накопленными нашим „официозным кинематографом“ в фильмах о гражданской войне», он в одном из интервью призвал «возродить традиции театра и кино первых лет революции, традиции балаганных, уличных, скоморошеских представлений».
Актёров Геннадий Полока не приглашал: «добровольцы», готовые принять участие в эксперименте, приходили сами — Юрий Толубеев, Ефим Копелян и многие другие. Одним из первых пришёл Всеволод Абдулов; его проба на роль Жени Ксидиаса оказалась неудачной, в итоге эту роль сыграл Валерий Золотухин; впрочем, именно Абдулов рекомендовал режиссёру совершенно неизвестного ему в то время Владимира Высоцкого.
Инициаторы экранизации пьесы Л. Славина приурочивали фильм к 50-летию Октябрьской революции, но работа затянулась, и закончен он был только в июне 1968 года.
Фильм, стилизованный под театральные представления начала 1920-х годов, в том числе постановки Всеволода Мейерхольда, о которых напоминает афишная тумба в начале, снимался под рабочим названием «Интервенция», но уже в процессе монтажа был переименован в «Величие и падение дома Ксидиас», под этим названием Г. Полока сдавал фильм Художественному совету киностудии «Ленфильм». Тем не менее в ноябре 1968 года председатель Госкино А. В. Романов наложил на него запрет: «Фильм „Величие и падение дома Ксидиас“ является очевидной творческой неудачей киностудии „Ленфильм“ и режиссёра Г. Полоки, не сумевших найти точного художественного решения картины и тем самым допустивших серьёзные идейные просчёты».
По некоторым свидетельствам, фильм Полоки не понравился не только партийным чиновникам, но и автору пьесы Льву Славину; в мае 1967 года состоялась премьера постановки «Интервенции» в Московском театре Сатиры, — сравнение напрашивалось.
Пытаясь спасти фильм, съёмочная группа обратилась с письмом к Л. И. Брежневу; много лет спустя Г. Полока утверждал, что автором письма был В. Высоцкий, однако, судя по записям в дневнике В. Золотухина, текст письма, принятый без поправок и подписанный всеми актёрами, принадлежал Золотухину. «Мы хотели, — говорилось в этом письме, — чтобы на наш фильм пришёл массовый зритель, и мы решили возродить в своей работе принципы и приёмы, рождённые революционным искусством первых лет Советской власти, которое само по себе уходило глубочайшими корнями в народные, балаганные, площадные представления. „Самой серьёзнейшей теме, — сказали мы, — самое смелое, пропагандистское решение, вплоть до буффонады и гротеска“. И нам непонятно утверждение некоторых товарищей, что режиссёр и артисты как-то неуважительно обошлись с темой, и, в частности, с образами большевиков, показали их в смешном утрированном виде».
Ответа на письмо не последовало; лишь в 1987 году фильм был снят с полки, восстановлен и выпущен в прокат. При восстановлении фильма героя В. Высоцкого в некоторых эпизодах бракованной фонограммы озвучивал Алексей Булдаков.

## Прокат
Фильм вышел на экраны в 1987 году. На лицензионном DVD фильм выпустила[когда?] фирма «CP Digital».